# Ḩorjand
Ḩorjand (persiska: حرجند, Hūrjand, Ḩorjond) är en ort i Iran.   Den ligger i provinsen Kerman, i den centrala delen av landet, 800 km sydost om huvudstaden Teheran. Ḩorjand ligger 2 327 meter över havet och antalet invånare är 499.
Terrängen runt Ḩorjand är lite bergig. Runt Ḩorjand är det glesbefolkat, med 13 invånare per kvadratkilometer. Närmaste större samhälle är Hojedk, 19,0 km nordväst om Ḩorjand. Trakten runt Ḩorjand är ofruktbar med lite eller ingen växtlighet.